# European Poker Tour
Pour les articles homonymes, voir EPT.
L'European Poker Tour (EPT) est une série de tournois de poker.
L'EPT commence en 2004 grâce à l'explosion du Texas hold'em en particulier sur Internet. La compétition a été créée par John Duthie, un ancien joueur de poker professionnel.
L'EPT est sponsorisé par PokerStars, qui propose un large choix de tournois en ligne permettant de participer à l'EPT, dont des tournois gratuits.
Le tournoi est retransmis à la télévision dans 31 pays et touche régulièrement 974,1 millions de téléspectateurs[réf. souhaitée]. En France, les sept premières saisons ont été diffusées sur NRJ 12 et sur Eurosport. Depuis la saison 8, l'EPT est diffusé sur M6, sur Ma Chaîne Sport et sur Eurosport. La saison 8 fait également l'objet d'une sortie mensuelle en DVD.
Les saisons 1 à 4 sont commentées par Lucille Cailly et Alexis Laipsker, les saisons 5 à 9 sont commentées par Marion Nedellec et Alexis Laipsker, à partir de la saison 10 les commentaires sont assurés par Alexis Laipsker et Julien Brécard.
Le duo Benny & Yu (Benjamin Bruneteaux et Julien Brecard) commentent en français les Main Évent et/ou les tables finales depuis 2011 sur YouTube/Twitch/Facebook. Ils possèdent un style de commentaires décalés et immersifs avec beaucoup d’humour et de technique.
Chaque étape de l'EPT est également diffusée en direct et en intégralité à partir du day 2 sur les plateformes live de Facebook, YouTube et Twitch et sur le site Poker Stars Live.
En 2014, lors de la saison 10, Victoria Coren Mitchell devient la première personne à remporter 2 EPT en gagnant l'EPT San Remo, après l'EPT Londres de la saison 3.
En août 2015, la saison 12 démarre avec deux records battus pour le Main Event : 1 694 inscriptions et une dotation de 8 215 900 € pour l'étape de Barcelone.
Le 24 août 2016, PokerStars annonce qu'à compter de début 2017, toutes ses séries de tournois seront fusionnées dans le PokerStars Championship et le PokerStars Festival,.
Le 15 décembre 2017, lors de la dernière étape de la saison inaugurale du PokerStars Championship, à Prague, PokerStars annonce le retour de l'European Poker Tour, de l'Asia Pacific Poker Tour et du Latin American Poker Tour, mettant fin au PokerStars Championship,.

## Identité visuelle

Logo de l'European Poker Tour de 2004 à 2016.
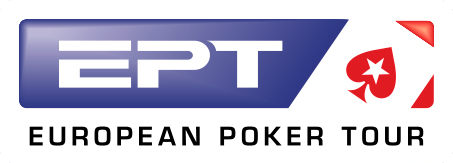
Logo de l'European Poker Tour depuis 2018.

## Vainqueurs des main events

### Saison 1
| Étape       | Vainqueur        |
| ----------- | ---------------- |
| Barcelone   | Alexander Stevic |
| Londres     | John Shipley     |
| Dublin      | Ram Vaswani      |
| Copenhague  | Noah Boeken      |
| Deauville   | Brandon Schaefer |
| Vienne      | Pascal Perrault  |
| Monte-Carlo | Rob Hollink      |

### Saison 2
| Étape       | Vainqueur       |
| ----------- | --------------- |
| Barcelone   | Jan Boubli      |
| Londres     | Mark Teltscher  |
| Baden       | Patrik Antonius |
| Dublin      | Mats Gavatin    |
| Copenhague  | Mads Andersen   |
| Deauville   | Mats Iremark    |
| Monte-Carlo | Jeff Williams   |

### Saison 3
| Étape       | Vainqueur            |
| ----------- | -------------------- |
| Barcelone   | Bjørn-Erik Glenne    |
| Londres     | Victoria Coren       |
| Baden       | Duc Thang Nguyen     |
| Dublin      | Roland De Wolfe      |
| Copenhague  | Magnus Petersson     |
| Deauville   | Annulé               |
| Dortmund    | Andreas Høivold      |
| Varsovie    | Peter Willers Jepsen |
| Monte-Carlo | Gavin Griffin        |

### Saison 4
| Étape       | Vainqueur            |
| ----------- | -------------------- |
| Barcelone   | Sander Lyloff        |
| Londres     | Joseph Mouawad       |
| Baden       | Julian Thew          |
| Dublin      | Reuben Peters        |
| Prague      | Arnaud Mattern       |
| PCA         | Bertrand Grospellier |
| Dortmund    | Michael McDonald     |
| Copenhague  | Tim Vance            |
| Varsovie    | Michael Schulze      |
| San Remo    | Jason Mercier        |
| Monte-Carlo | Glen Chorny          |

### Saison 5
| Étape       | Vainqueur            |
| ----------- | -------------------- |
| Barcelone   | Sebastian Ruthenberg |
| Londres     | Michael Martin       |
| Budapest    | Will Fry             |
| Varsovie    | João Barbosa         |
| Prague      | Salvatore Bonavena   |
| PCA         | Poorya Nazari        |
| Deauville   | Moritz Kranich       |
| Copenhague  | Jens Kyllönen        |
| Dortmund    | Sandra Naujoks       |
| San Remo    | Constant Rijkenberg  |
| Monte-Carlo | Pieter De Korver     |

### Saison 6
| Étape       | Vainqueur           |
| ----------- | ------------------- |
| Kiev        | Maxim Lykov         |
| Barcelone   | Carter Phillips     |
| Londres     | Aaron Gustavson     |
| Varsovie    | Christophe Benzimra |
| Vilamoura   | Antonio Matias      |
| Prague      | Jan Skampa          |
| PCA         | Harrison Gimbel     |
| Deauville   | Jake Cody           |
| Copenhague  | Anton Wigg          |
| Berlin      | Kevin MacPhee       |
| Snowfest    | Allan Bække         |
| San Remo    | Liv Boeree          |
| Monte-Carlo | Nicolas Chouity     |

### Saison 7
| Étape      | Vainqueur            |
| ---------- | -------------------- |
| Tallinn    | Kevin Stani          |
| Vilamoura  | Toby Lewis           |
| Londres    | David Vamplew        |
| Vienne     | Michael Eiler        |
| Barcelone  | Kent Lundmark        |
| Prague     | Roberto Romanello    |
| PCA        | Galen Hall           |
| Deauville  | Lucien Cohen         |
| Copenhague | Michael Tureniec     |
| Snowfest   | Vladimir Geshkenbein |
| Berlin     | Ben Wilinofski       |
| San Remo   | Rupert Elder         |
| Madrid     | Ivan Freitez         |

### Saison 8
| Étape       | Vainqueur        |
| ----------- | ---------------- |
| Tallinn     | Ronny Kaiser     |
| Barcelone   | Martin Schleich  |
| Londres     | Benny Spindler   |
| San Remo    | Andrey Pateychuk |
| Loutraki    | Zimnan Ziyard    |
| Prague      | Martin Finger    |
| PCA         | John Dibella     |
| Deauville   | Vadzim Kursevich |
| Copenhague  | Mickey Petersen  |
| Madrid      | Frederik Jensen  |
| Campione    | Jannick Wrang    |
| Berlin      | Davidi Kitai     |
| Monte-Carlo | Mohsin Charania  |

### Saison 9
| Étape       | Vainqueur        |
| ----------- | ---------------- |
| Barcelone   | Mikalai Pobal    |
| San Remo    | Ludovic Lacay    |
| Prague      | Ramzi Jelassi    |
| PCA         | Dimitar Danchev  |
| Deauville   | Remi Castaignon  |
| Londres     | Ruben Visser     |
| Berlin      | Daniel-Gai Pidun |
| Monte-Carlo | Steve O'Dwyer    |

### Saison 10
| Étape       | Vainqueur                   |
| ----------- | --------------------------- |
| Barcelone   | Tom Middleton               |
| Londres     | Robin Ylitalo               |
| Prague      | Julian Track                |
| PCA         | Dominik Panka               |
| Deauville   | Sotirios Koutoupas          |
| Vienne      | Oleksii Khoroshenin         |
| San Remo    | Victoria Coren Mitchell (2) |
| Monte-Carlo | Antonio Buonanno            |

### Saison 11
| Étape       | Vainqueur       |
| ----------- | --------------- |
| Barcelone   | Andre Lettau    |
| Londres     | Sebastian Pauli |
| Prague      | Stephen Graner  |
| PCA         | Kevin Schulz    |
| Deauville   | Ognyan Dimov    |
| Malte       | Jean Montury    |
| Monte-Carlo | Adrián Mateos   |

### Saison 12
| Étape       | Vainqueur          |
| ----------- | ------------------ |
| Barcelone   | John Juanda        |
| Malte       | Niall Farrell      |
| Prague      | Hossein Ensan      |
| PCA         | Mike Watson        |
| Dublin      | Dzmitry Urbanovich |
| Monte-Carlo | Jan Bendik         |

### Saison 13
| Étape     | Vainqueur         |
| --------- | ----------------- |
| Barcelone | Sebastian Malec   |
| Malte     | Aliaksei Boika    |
| Prague    | Jasper Van Putten |

### Saison 2018
| Étape       | Vainqueur            |
| ----------- | -------------------- |
| Sotchi      | Arseniy Karmatskiy   |
| Monte-Carlo | Nicolas Dumont       |
| Barcelone   | Piotr Nurzynski      |
| Open Sotchi | Vyachesav Bondartsev |
| Prague      | Paul Michaelis       |

### Saison 2019
| Étape       | Vainqueur        |
| ----------- | ---------------- |
| Sotchi      | Uri Gilboa       |
| Monte-Carlo | Manig Loeser     |
| Open Madrid | Jakub Grzegorz   |
| Barcelone   | Simon Brandstrom |
| Open Sotchi | Yi Ye            |
| Open France | Bryan Dubeau     |

### Saison 2020
| Étape                   | Vainqueur                   |
| ----------------------- | --------------------------- |
| Sotchi                  | reporté                     |
| Monte-Carlo             | reporté                     |
| Barcelone               | annulé                      |
| Sotchi                  | Ruslan Bogdanov             |
| PokerStars EPT Online I | Anton "WhatIfGod" Bergstrom |

### Saison 2021
| Étape                    | Vainqueur                   |
| ------------------------ | --------------------------- |
| Sotchi                   | Artur Martirosian           |
| Sotchi                   | Evgeniy Starinkov           |
| PokerStars EPT Online II | Anton "WhatIfGod" Bergstrom |

### Saison 2022
| Étape       | Vainqueur           |
| ----------- | ------------------- |
| Prague      | Grzegorz Glowny     |
| Monte-Carlo | Marcelo Simoes      |
| Barcelone   | Giuliano Bendinelli |
| Londres     | Ian Hamilton        |
| Prague      | Jordan Saccuci      |

### Saison 2023
| Étape       | Vainqueur / Date |
| ----------- | ---------------- |
| Paris       | Razvan Belea     |
| Monte-Carlo | Mike Watson      |
| Barcelone   | Simon Wiciak     |
| Cyprus      | Gilles Simon     |
| Prague      | Padraig O'Neill  |

### Saison 2024
| Étape       | Vainqueur / Date |
| ----------- | ---------------- |
| Paris       | Barny Boatman    |
| Monte-Carlo | Derk Van Luijk   |
| Barcelone   | Stephen Song     |
| Cyprus      | Oliver Weis      |
| Prague      | Pedro Marques    |

### Saison 2025
| Étape       | Vainqueur / Date     |
| ----------- | -------------------- |
| Paris       | Annulé*              |
| Monte-Carlo | Aleksandr Shevliakov |
| Barcelone   | 18 au 31 août        |
| Malte       | 1er au 12 octobre    |
| Prague      | 3 au 14 décembre     |

*À la suite de l'annonce de la fermeture des clubs de jeux à Paris pour plusieurs mois à partir du 31 décembre, PokerStars et le Groupe Barrière annoncent l'annulation de l'édition 2025 de l'EPT Paris.

### Saison 2026
| Étape       | Vainqueur / Date       |
| ----------- | ---------------------- |
| Paris       | 18 février au 1er mars |
| Monte-Carlo | 30 avril au 10 mai     |

## Participants en table finale et vainqueurs par pays
| Pays               | Participants en TF | Vainqueurs |
| ------------------ | ------------------ | ---------- |
| Afrique du Sud     | 1                  | 0          |
| Allemagne          | 96                 | 17         |
| Angleterre         | 100                | 16         |
| Argentine          | 2                  | 0          |
| Arménie            | 1                  | 0          |
| Australie          | 6                  | 0          |
| Autriche           | 14                 | 0          |
| Azerbaïdjan        | 2                  | 0          |
| Belgique           | 12                 | 1          |
| Biélorussie        | 11                 | 4          |
| Bosnie-Herzégovine | 1                  | 0          |
| Brésil             | 10                 | 1          |
| Bulgarie           | 17                 | 2          |
| Canada             | 53                 | 7          |
| Chine              | 6                  | 1          |
| Chypre             | 4                  | 0          |
| Colombie           | 1                  | 0          |
| Corée du Sud       | 3                  | 0          |
| Croatie            | 5                  | 0          |
| Danemark           | 44                 | 7          |
| Écosse             | 5                  | 2          |
| Espagne            | 32                 | 1          |
| Estonie            | 4                  | 0          |
| États-Unis         | 119                | 18         |
| Finlande           | 24                 | 2          |
| France             | 89                 | 10         |
| Pays de Galles     | 2                  | 1          |
| Grèce              | 15                 | 1          |
| Guatemala          | 1                  | 0          |
| Hongrie            | 17                 | 0          |
| Indonésie          | 1                  | 1          |
| Irlande            | 19                 | 1          |
| Irlande du Nord    | 1                  | 0          |
| Israël             | 8                  | 1          |
| Italie             | 66                 | 3          |
| Japon              | 2                  | 0          |
| Kazakhstan         | 2                  | 1          |
| Lettonie           | 3                  | 0          |
| Liban              | 8                  | 2          |
| Lituanie           | 7                  | 0          |
| Moldavie           | 2                  | 0          |
| Monténégro         | 1                  | 0          |
| Norvège            | 36                 | 3          |
| Nouvelle-Zélande   | 2                  | 0          |
| Panama             | 1                  | 0          |
| Pays-Bas           | 37                 | 8          |
| Pérou              | 1                  | 0          |
| Pologne            | 20                 | 6          |
| Portugal           | 17                 | 3          |
| République tchèque | 9                  | 1          |
| Roumanie           | 14                 | 1          |
| Russie             | 64                 | 6          |
| Serbie             | 1                  | 0          |
| Sénégal            | 1                  | 0          |
| Slovaquie          | 1                  | 1          |
| Suède              | 68                 | 10         |
| Suisse             | 6                  | 1          |
| Taïwan             | 1                  | 0          |
| Turquie            | 3                  | 0          |
| Ukraine            | 16                 | 1          |
| Uruguay            | 1                  | 0          |
| Venezuela          | 2                  | 1          |